# João Cordeiro
João Cordeiro (Santana do Acaraú, 31 de agosto de 1842 — Fortaleza, 12 de maio de 1931) foi um empresário (industrial e comerciante) e político brasileiro.
Iniciou suas atividades econômicas como comerciante. Foi nomeado Diretor da Caixa Econômica do Ceará entre 1875 e 1879. Nesse período foi eleito Presidente da Associação Comercial do Ceará para o biênio de 1877 e 1878. Presidiu a Sociedade Cearense Libertadora participando ativo do movimento Abolicionista do Ceará. Era maçom e fazia parte da Fraternidade Cearense.
Foi senador pelo Estado do Ceará por duas legislaturas entre os anos de 1892 e 1905. Foi deputado federal de 7 de maio de 1906 a 31 de dezembro de 1908 e entre 3 de maio de 1909 a 31 de dezembro de 1911. No intervalo entre os mandatos de deputado, exerceu o cargo de "prefeito" do território de "Alto Juruá", parte do Acre, a convite do presidente Nilo Peçanha.
Foi Fundador e Presidente da Sociedade Cearense Libertadora, participante ativo do Movimento Abolicionista do Ceará. Fundou o jornal "Libertador" e o periôdico "Mossoroense" no Rio Grande do Norte.Foi também secretário de Fazenda no Estado do Ceará, em 1889.